# Waldfriedhof (Füssen)

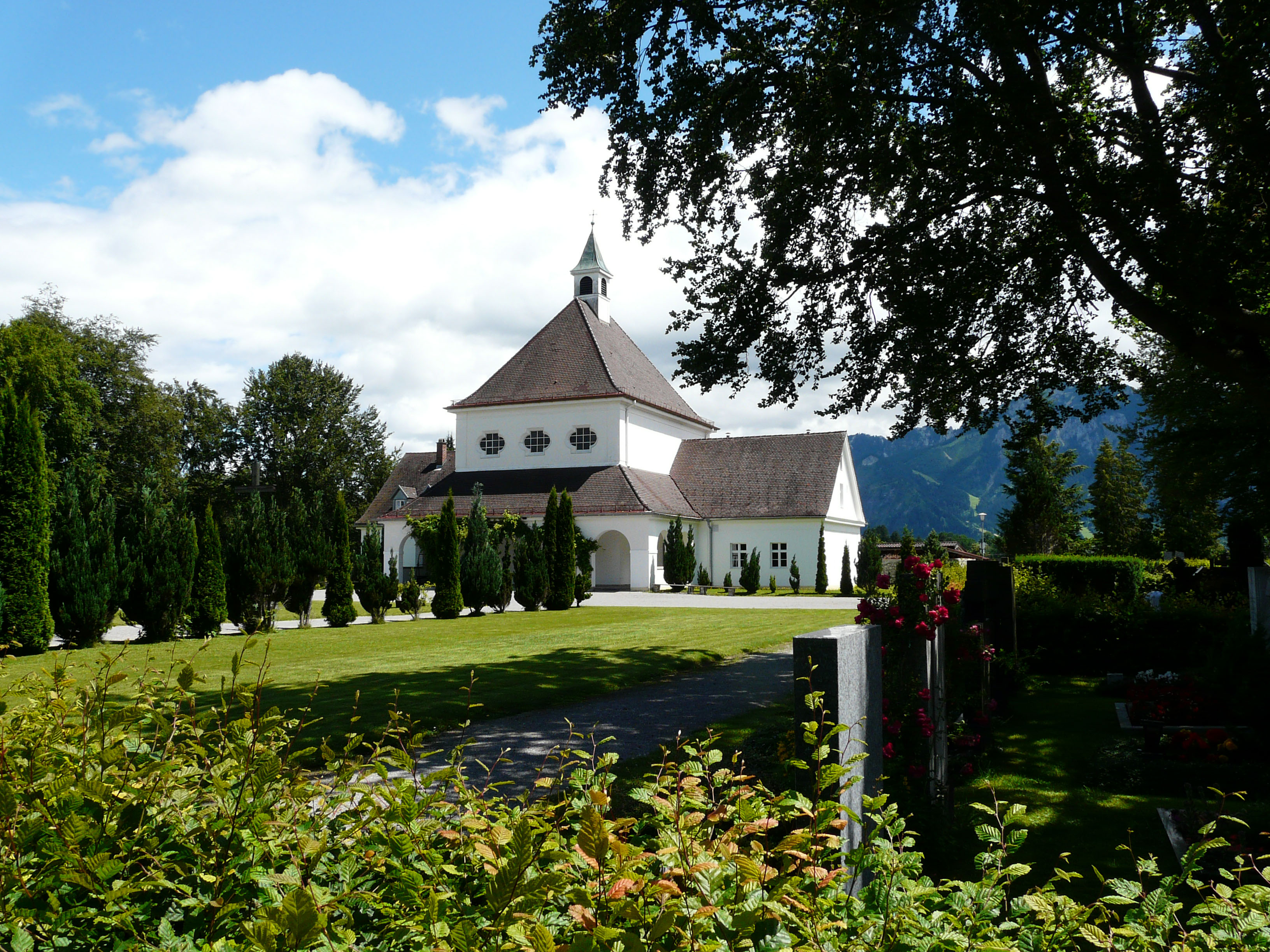
Waldfriedhof mit Aussegnungshalle

Der Waldfriedhof (auch Neuer Friedhof genannt) ist ein städtischer Friedhof in Füssen.

## Lage
Der Waldfriedhof liegt gut einen Kilometer nördlich der Füssener Altstadt auf der Ostseite der Augsburger Straße, die Teil der Bundesstraße 16 Richtung Kaufbeuren ist. Das Friedhofsgebäude mit Aussegnungshalle hat die Adresse Augsburger Straße 62. Auf der gegenüberliegenden Straßenseite befindet sich in Sichtlinie zum Haupteingang und zur Aussegnungshalle die Feldkirche St. Ulrich und Afra.

## Geschichte
Nachdem der Sebastiansfriedhof in der Altstadt von Füssen zu klein geworden war, kündigte Bürgermeister Adolf Moser 1919 den Plan für einen neuen Friedhof an. Als Alternativstandort wurde der Venetianerwinkel erwogen, der aber von der Innenstadt aus nur über einen Bahnübergang erreichbar gewesen wäre. 1922 fiel der Entschluss für den Standort an der Augsburger Straße. Den Gesamtplan erstellte der Architekt Hans Grässel, der 1907 den Waldfriedhof in München als ersten Waldfriedhof in Deutschland geplant hatte. 1924 wurde der Plan für Füssen fertiggestellt, der jedoch anders als in München keine ausgedehnte Parkanlage, sondern eine kleinere und mehr geometrisch gegliederte Fläche vorsah. Die Aussegnungshalle wurde von 1925 bis 1929 errichtet. 1961 wurde der Friedhof erweitert.
Heute ist der Waldfriedhof der größere von zwei von der Stadt Füssen betriebenen Friedhöfen, der andere ist der Städtische Friedhof Hopfen am See. Daneben gibt es noch die kirchlich betriebenen Friedhöfe (kirchlicher Teil des Friedhofs Hopfen am See, Sebastiansfriedhof und Friedhof Weißensee). Die Aussegnungshalle ist mit Ausstattung als Baudenkmal in die Bayerische Denkmalliste eingetragen.

## Beschreibung

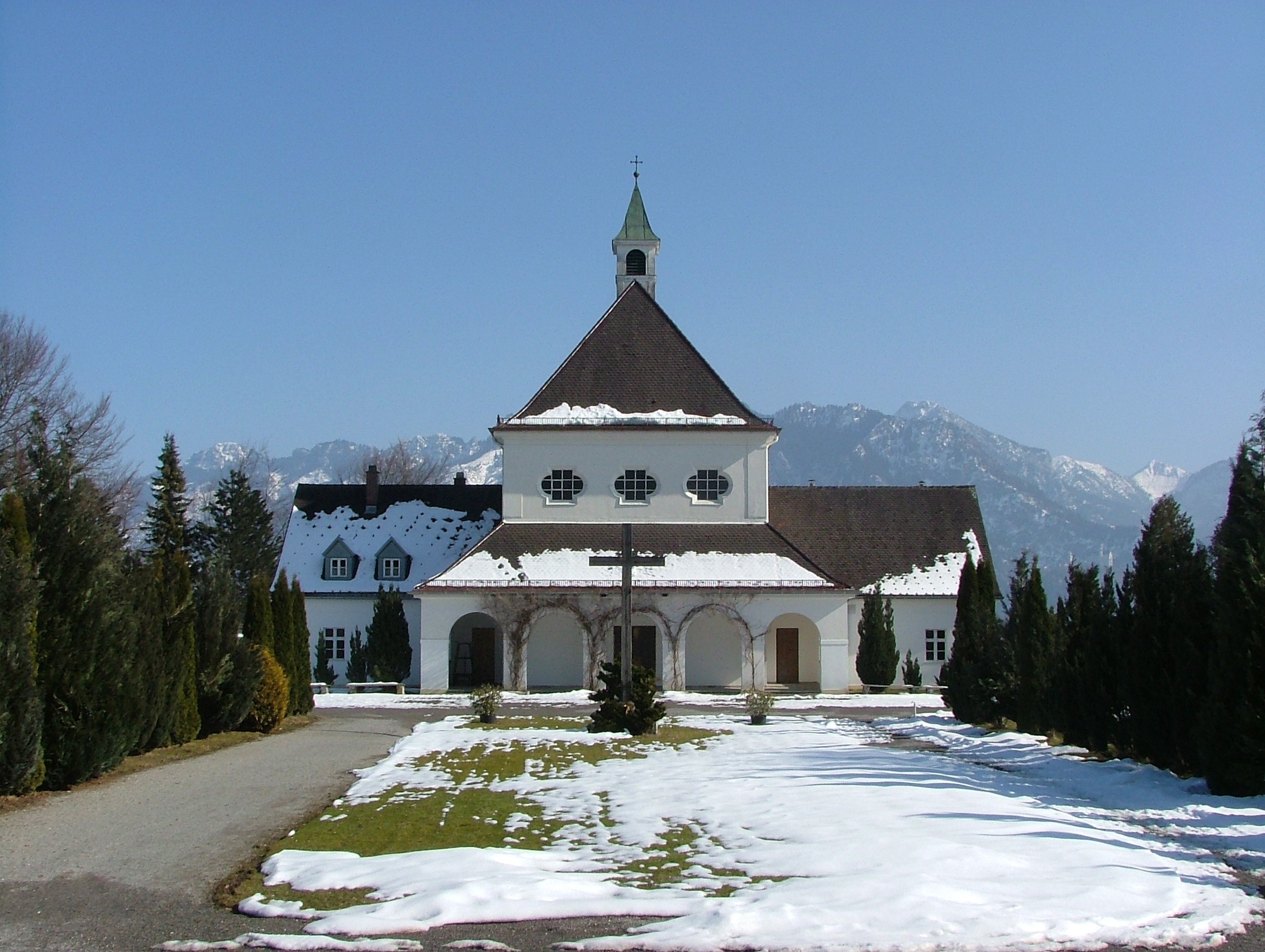
Aussegnungshalle

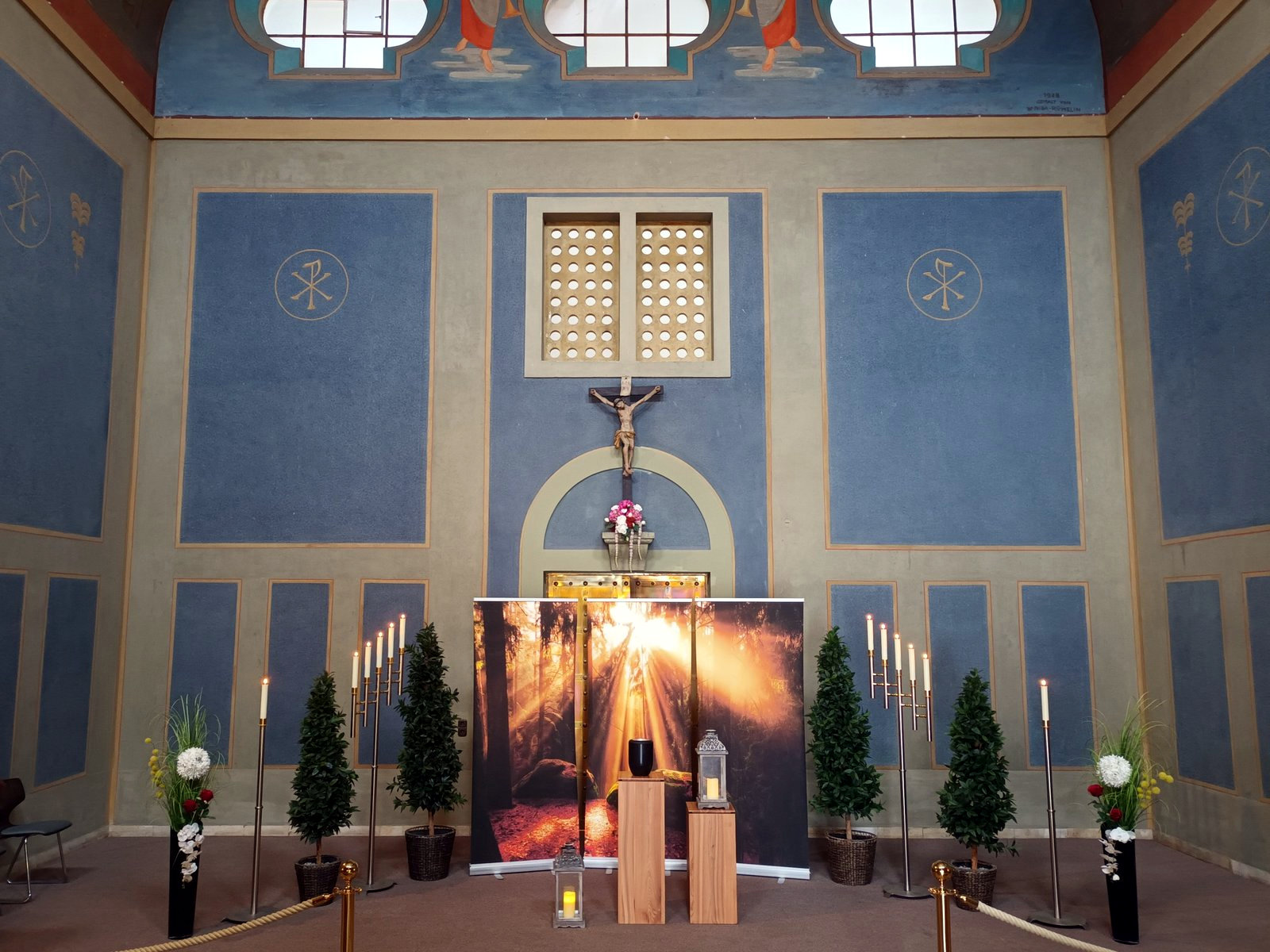
Innenansicht der Aussegnungshalle

Das Friedhofsgebäude mit Aussegnungshalle ist ein Walmdachbau mit einem zentralen Dachreiter mit Zeltdach, Seitenarmen mit Satteldächern und einer Arkadenvorhalle. Im Inneren der Aussegnungshalle sind Wandmalereien von Rolf Nida-Rümelin und ein Kruzifix, das dem Füssener Barockbildhauer Hans Adam Bayrhoff zugeschrieben wird. In der Arkadenvorhalle ist eine Gedenktafel für das Füssener NS-Opfer Hermann Wegscheider angebracht.
Vor der Aussegnungshalle steht ein großes Friedhofskreuz. Seit Ende 2024 ist daran das Altarkreuz der abgerissenen Pfarrkirche Zu den Acht Seligkeiten angebracht, das vom Füssener Kaplan Hermann Weißler angefertigt wurde. In dem Kreuz sind acht Edelsteine eingebaut, die auf die Acht Seligkeiten Bezug nehmen.
Im Jahr 2020 hatte der Waldfriedhof 2500 Gräber. Davon waren aufgrund der veränderten Bestattungskultur und des zunehmenden Trends zur Urnenbestattung nur noch knapp 1200 belegt.

## Gräber
Zu den auf dem Waldfriedhof beigesetzten bekannten Persönlichkeiten gehören (chronologisch nach Sterbedatum):

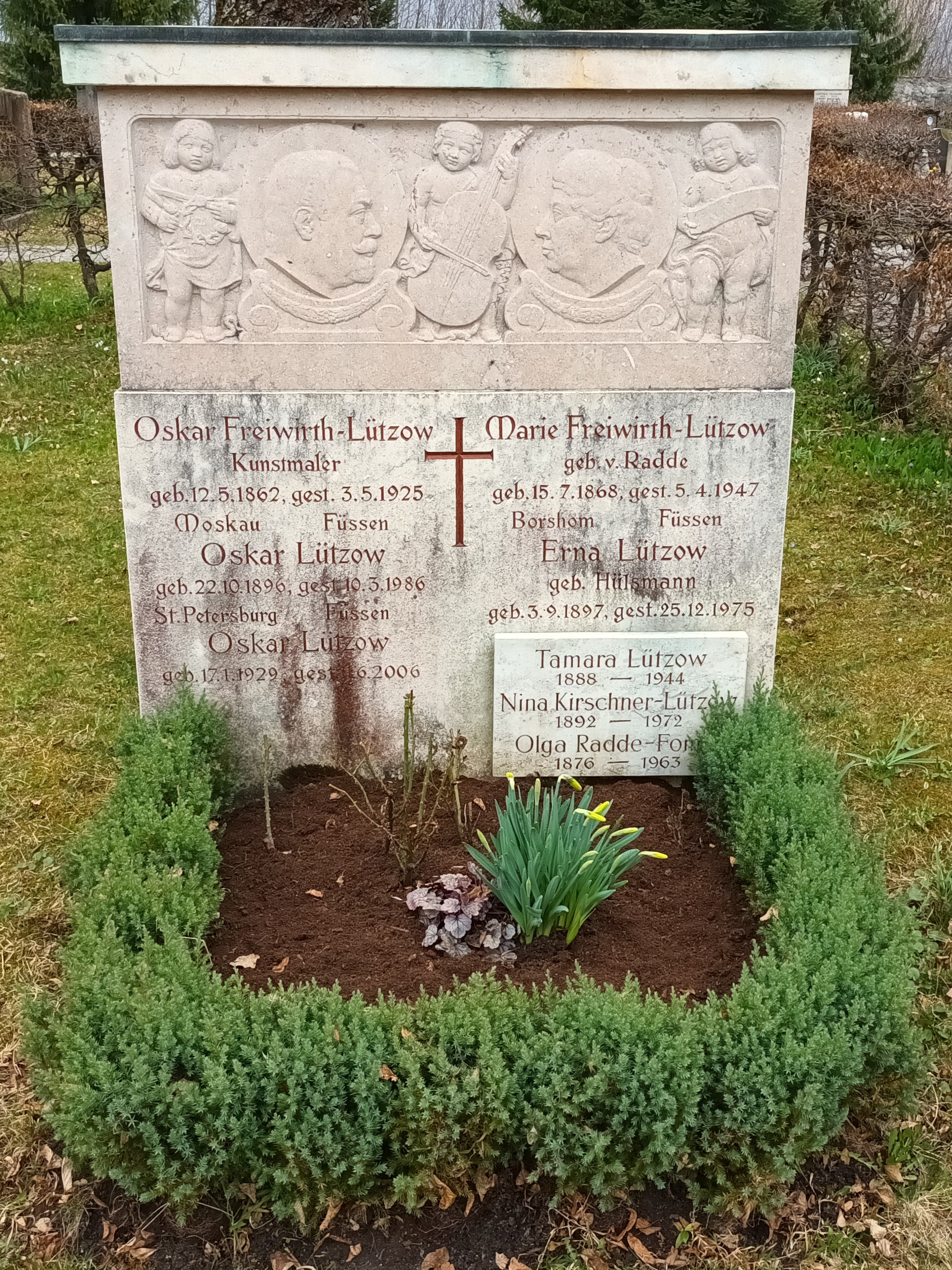
Ehrengrab von Oskar Freiwirth-Lützow

- Oskar Freiwirth-Lützow (1862–1925), Maler (Abt. 29)[7]
- Richard Knussert (1907–1966), Heimatforscher und NS-Funktionär[8]
- Bruno Leinweber (1902–1989), Eishockeyspieler, -trainer und -funktionär (Abt. A)[9]
- Percy Rings (1901–1994), Maler, Träger des Kultur- und Kunstpreises der Stadt Füssen (Abt. K)[10]
- Engelbert Holderied (1924–1994), Eishockeyspieler und -trainer (Abt. 22)[11]
- Ludwig Kuhn (1918–2001), Eishockeyspieler (Abt. 37)[12]
- Reinhold Böhm (1929–2004), Heimatforscher, Träger des Kultur- und Kunstpreises der Stadt Füssen (Abt. 3)[13][14]
- Otto Wanner (1919–2004), Bürgermeister und Eishockeyfunktionär (Abt. A)[15]
- Paul Ambros (1934–2015), Eishockeyspieler[16]
- Hansjörg Nagel (1938–2016), Eishockeyspieler (Abt. 16)[17][18]
- Heinz Weisenbach (1945–2018), Eishockeyspieler und -trainer (Abt. 8)[19][20]
- Manfred Paul (1932–2021), erster ordentlicher Professor für Informatik in Deutschland (Abt. 4)[21][22]
- Günther Knauss (1943–2022), Eishockeyspieler und Kommunalpolitiker (Abt. 13)[23]
- Alfred Köpf (1928–2024), Kommunalpolitiker und Ehrenbürger von Füssen (Abt. K)[24]

Ehemals beigesetzte und umgebettete Persönlichkeiten:
- Xaver Unsinn (1929–2012), Eishockeyspieler und -trainer (ehemals Abt. 36, umgebettet auf den Städtischen Friedhof Hopfen am See)[25][26][27]